# 예루살렘주
| \| \| 요르단강 서안 지구 팔레스타인 \| v • d • e • h \| |                               |               |
| 제닌 카바티야 야바드 알야문 제닌주 툴카름 툴카름주 투바스주 투바스 나블루스 나블루스주 칼킬리야주 칼킬리야 살피트주 살피트 라말라알비레주 라말라 알비레 베이투니아 예리코 예리코주 동예루살렘 예루살렘주 베들레헴 베들레헴주 헤브론주 할훌 헤브론 야타 두라 아드다힐리아 |                               |               |
| Flag of Palestine | 요르단강 서안 지구 팔레스타인 | v • d • e • h |

예루살렘주(아랍어: محافظة القدس)는 팔레스타인의 행정 구역으로, 요르단강 서안 지구에 속한다. 주도는 동예루살렘이지만 현재 이스라엘의 실효적 지배 상태에 있다. 인구는 429,500명(2005년 기준)이며 이 중 10.5%는 팔레스타인이 관할하는 영토에 거주한다.

## 같이 보기
- 예루살렘구